# Łabiszyn

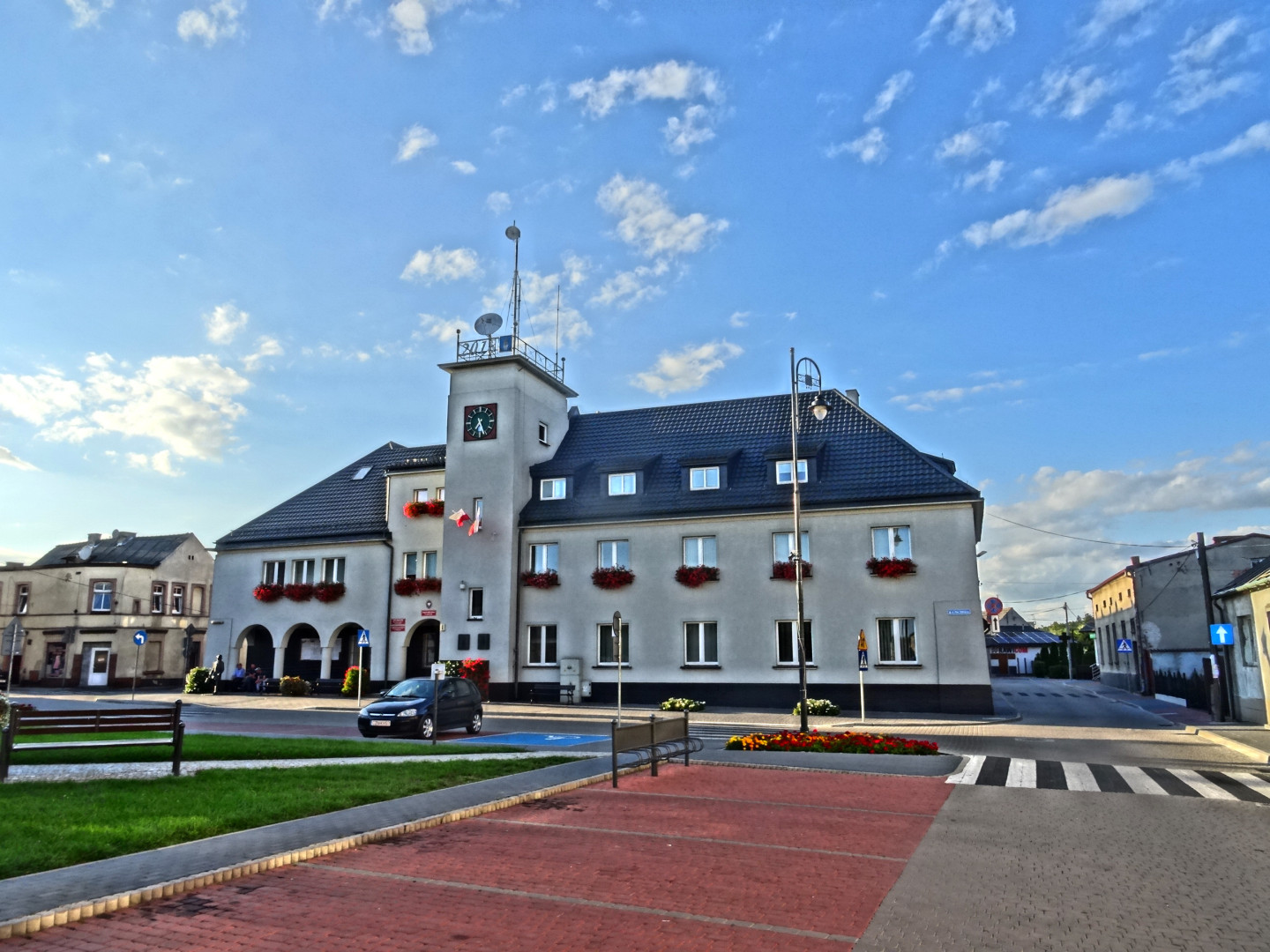
Ratusz w Łabiszynie

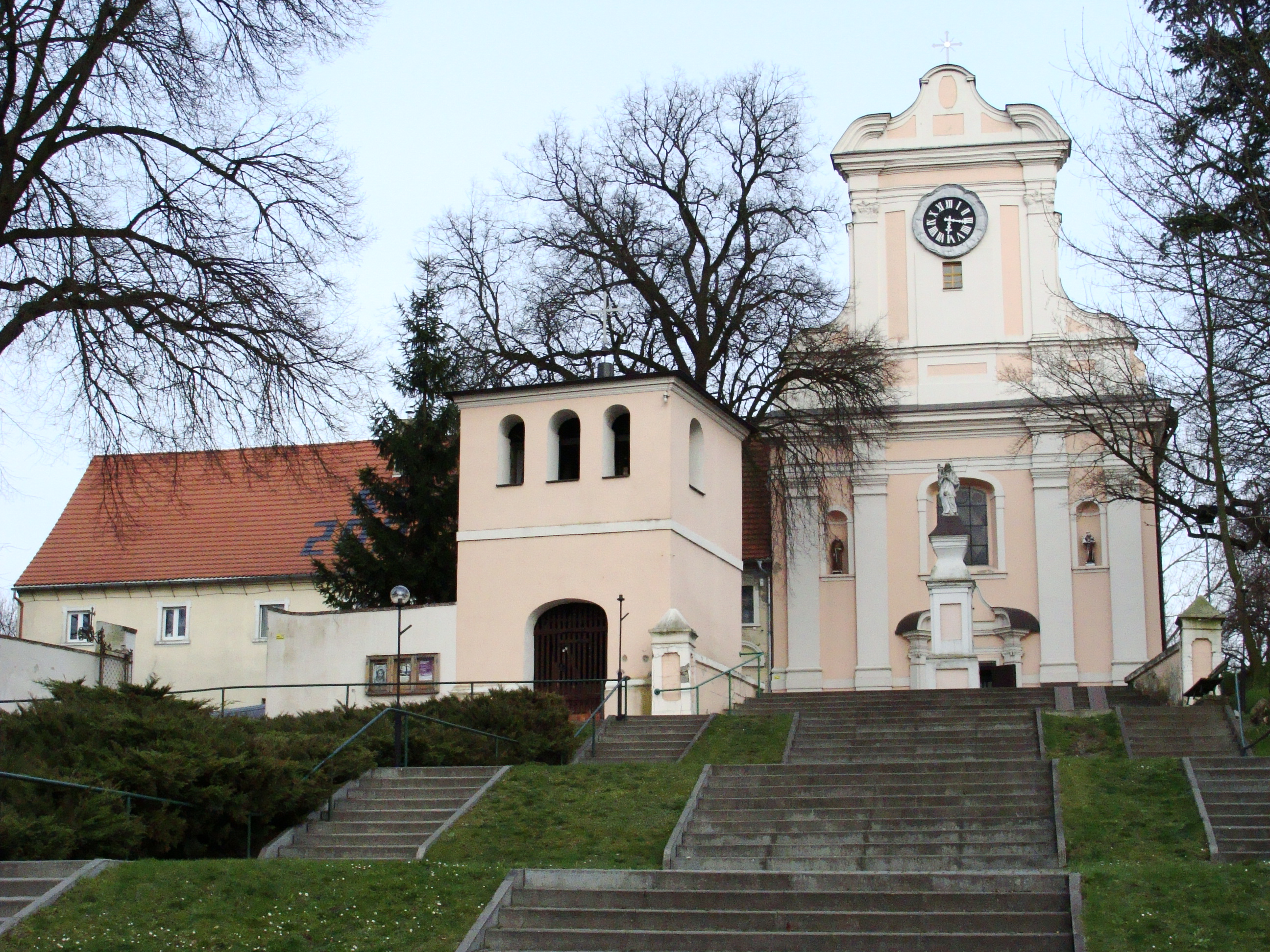
Były klasztor franciszkanów z XVIII w.

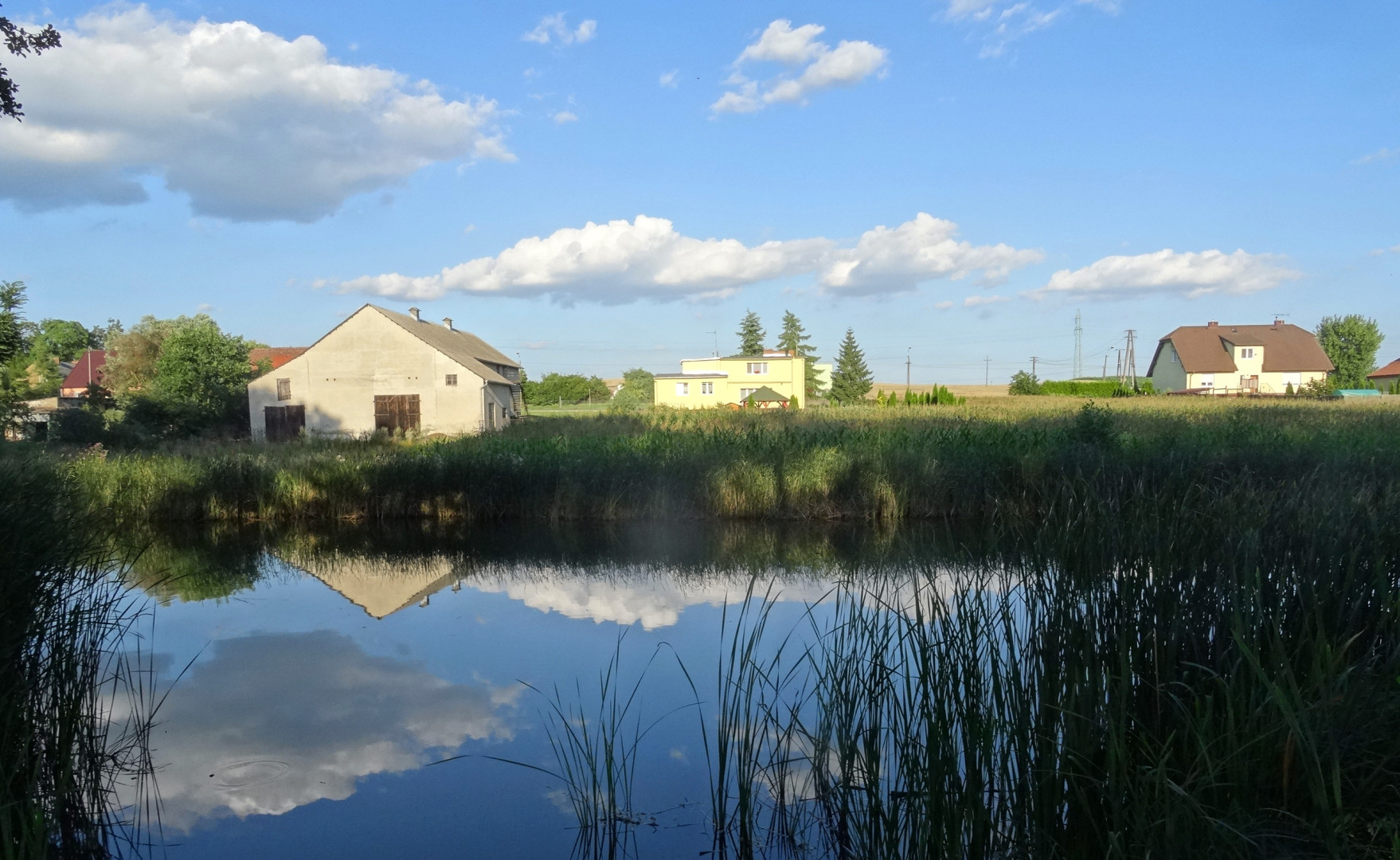
Noteć w Łabiszynie

Łabiszyn (niem. Lebaschuh) – miasto w Polsce położone w województwie kujawsko-pomorskim, w powiecie żnińskim, w północno-wschodniej części Pojezierza Gnieźnieńskiego, będącego subregionem Pojezierza Wielkopolskiego; oraz w regionie Pałuki. Przez miasto przypływa rzeka Noteć, która poprzez Kanał Bydgoski łączy się z Brdą. Jest siedzibą gminy miejsko-wiejskiej Łabiszyn.
Prywatne miasto szlacheckie lokowane w 1369 roku położone było w XVI wieku w województwie kaliskim. W latach 1975–1998 miasto administracyjnie należało do województwa bydgoskiego.
Według danych GUS z 31 grudnia 2022 r. miasto miało 4419 mieszkańców.

## Położenie
Pod względem geomorfologicznym Łabiszyn zlokalizowany jest na obszarze piasków rzecznych i tarasów akumulacyjnych doliny Noteci. Powierzchnia terenu przedstawia równinę o rzędnych 70–75 m n.p.m. Na wschód i zachód od Łabiszyna, poza obrębem doliny, występują wzgórza moreny czołowej. Ogółem powierzchnia miasta i gminy wynosi 16 692 ha, w tym powierzchnia miasta 289 ha, a 150 ha to użytki rolne.
Miasto umownie podzielono na Stare Miasto, z większością zabytków architektonicznych, oraz tzw. „nowe osiedle”, na którym znajduje się budownictwo wielorodzinne 5-kondygnacyjne i jednorodzinne z towarzyszącą infrastrukturą.

## Klimat
Według Romualda Gumińskiego (podział na strefy rolniczo-klimatyczne) rejon gminy Łabiszyn przynależy do dzielnicy środkowej. Charakteryzuje się ona najniższymi w Polsce opadami atmosferycznymi (poniżej 500 mm rocznie). Inne dane charakterystyczne klimatu przedstawiają się następująco:
- liczba dni mroźnych: 30-50
- liczba dni z przymrozkami: 100-110
- czas trwania pokrywy śnieżnej: 30-60 dni
- okres wegetacyjny roślin: 210-220 dni
- dominujące kierunki wiatrów: zachodnie i południowo-zachodnie.
- najniższe średnie wilgotności (maj): 50-70%, najwyższe wilgotności (grudzień-listopad): 85-90%
- średnia roczna temperatura: +7,5 °C (max. średnia temp. lipca +17,5 °C; min. średnia temp. lutego –3,1 °C)

## Historia
Pierwsza wzmianka o Łabiszynie pojawiła się w dokumencie z 1247 roku, w którym wspomniany jest Dezydery z Łabiszyna, przypuszczalnie właściciel osady. XIII-wieczny gród prawdopodobnie odgrywał istotną rolę, o czym świadczy wzniesienie w nim trójnawowej późnoromańskiej ceglanej bazyliki pw. św. Mikołaja.
W 1376 roku wojewoda brzeskokujawski Wojciech Młodszy z rodu Leszczyców zbudował w północnej części Wyspy Parkowej, w rozgałęzieniu Noteci, murowany zamek rycerski. Łabiszyn uzyskał prawa miejskie magdeburskie zapewne między 1362-1369 rokiem. Pierwszy dokument mówiący o funkcjonującym tu mieście pochodzi z 1369 roku. Przez Łabiszyn 2 listopada 1410 r. przejeżdżał król Władysław Jagiełło, jadąc z Inowrocławia do Szubina po zwycięskiej bitwie pod Koronowem. Tutaj zatrzymał się na nocleg z 2 na 3 listopada. Według tradycji Jagiełło zasadził na Wzgórzu Łabiszyńskim dwa dęby, z których jeden zachował się do dzisiaj.  Obwód dębu wynosi 5 metrów i 35 centymetrów. W czasie wojny trzynastoletniej Łabiszyn wystawił w 1458 roku 4 pieszych na odsiecz oblężonej polskiej załogi Zamku w Malborku.
W końcu XV wieku połowa Łabiszyna przeszła w posiadanie rodziny Potulickich, a druga połowa Bnińskich. W 1527 roku Potuliccy wykupili cały majątek. Przed 5 października 1537 roku Łabiszyn wraz z okolicznymi dobrami został wykupiony przez wojewodę inowrocławskiego Janusza Latalskiego herbu Prawdzic, a następnie objął Łabiszyn jego syn starosta człuchowski Stanisław Latalski (zm. 1598 r.). W 1597 roku wybudował on w mieście zbór drewniany dla wyznawców kalwinizmu. Już po śmierci budowniczego zboru w 1598 roku, kalwini opuścili świątynię w Łabiszynie. Zbór w 1627 roku zmieniony został na kościół katolicki pod wezwaniem św. Tomasza, gdy właściciel klucza łabiszyńskiego, wojewoda kaliski i starosta inowrocławski Jan Opaliński sprowadził tu reformatów.
Podczas potopu szwedzkiego, przez miasto dwukrotnie przeszły wojska szwedzkie, właścicielem miasta był wówczas Krzysztof Gembicki. W 1678 roku kasztelan Paweł Gembicki potwierdził prawa miejskie dla Łabiszyna. W XVII i XVIII wieku miasto niszczyły pożary (m.in. w 1687, 1720 i 1761 roku). W 1763 roku miasto kupił Franciszek Skórzewski, sprowadził on osadników z Niemiec, dla których utworzono tzw. Nowe Miasto na lewym brzegu Noteci. Po I rozbiorze Polski miasto znalazło się w granicach Prus.
W dniu 30 września 1794 roku, w czasie powstania kościuszkowskiego, pod Łabiszynem wojska generała Henryka Dąbrowskiego pokonały wojska pruskie.
W lipcu 1863 roku w Łabiszynie został pochowany Kazimierz Mielęcki, po jego pogrzebie ok. 10 tys. osób wzięło udział w manifestacji patriotycznej.
Na początku XX w. powstała w mieście ciśnieniowa wieża wodna, zbudowana dla potrzeb nigdy niewybudowanej linii kolejowej. Wieżę rozebrano w 1962 roku.
Mieszkańcy miasta odegrali ważną rolę w powstaniu wielkopolskim. Łabiszyńscy powstańcy w 1919 roku toczyli w długie i krwawe walki, nazywane bitwą o Łabiszyn, ostatecznie odnosząc decydujące zwycięstwo.
W latach 1940–1945 Niemcy nadali miastu okupacyjną nazwę Lüderitz (na pamiątkę niemieckiego kupca Franza Lüderitza).
Współcześnie miasto odgrywa rolę lokalnego centrum produkcyjnego z przemysłem chemicznym, spożywczym, elektronicznym i meblowym.

### Historia przynależności administracyjnej
- Do XVIII – Korona Królestwa Polskiego, województwo kaliskie
- 1772-1807 – Królestwo Prus, Obwód Nadnotecki
- 1807-1815 – Księstwo Warszawskie, departament bydgoski
- 1815-1919 – Królestwo Prus (Cesarstwo Niemieckie), Wielkie Księstwo Poznańskie (Prowincja Poznańska), rejencja bydgoska
- 1919-1939 – II Rzeczpospolita, województwo poznańskie (1919-1938), województwo pomorskie (1938–1939), powiat szubiński
- 1939–1945 – III Rzesza, Kraj Warty, rejencja inowrocławska, powiat szubiński
- 1945-1998 – Polska, województwo pomorskie (1945–1950), województwo bydgoskie (1950–1975), województwo bydgoskie (1975–1998)
- od 1999 – Polska, województwo kujawsko-pomorskie, powiat żniński

## Zabytki
- Kościół Zwiastowania NMP z XVII wieku
- Zespół klasztorny Reformatów z XVIII wieku
- cmentarz parafialny z nagrobkami z XIX w.-XX w. (m.in. krypta rodziny Skórzewskich, grobowiec Mielęckich z grobem Kazimierza Mielęckiego, nagrobek dr. Juliana Gerpe, 1816–1876, nagrobek Mikołaja i Karoliny Kaliskich z lat 80. XIX w.)
- Dworek z XVIII wieku
- Zwarta zabudowa starego miasta – kamienice z XVIII-XIX w.
- Dwór z XIX wieku
- Młyn z 1796 roku
- Spichlerz zbożowy z XVIII wieku
- synagoga
- stary cmentarz żydowski
- nowy cmentarz żydowski

## Związki wyznaniowe
- Kościół rzymskokatolicki
  - parafia św. Mikołaja - w latach 1660-1818 miał tu siedzibę konwent franciszkanów-reformatów
  - parafia Zwiastowania Najświętszej Maryi Panny - erygowana w 1996 roku przy dawnym kościele parafialnym w Łabiszynie

## Sport
W Łabiszynie istnieje Miejski Ludowy Klub Sportowy „Noteć”. Założony został 20 lipca 1974 roku. Początkowo istniał pod nazwą Klub Sportowy „Stomil” Łabiszyn. Inicjatywę wówczas wspierali kierownik Zakładu Ryszard Jurkowski oraz urzędujący naczelnik gminy Bronisław Szulgo. Prezesem został Czesław Łukaszczyk. W tym kształcie klub istniał 14 lat. 26 września 1988 zmieniono nazwę klubu na Międzyzakładowy Ludowy Klub Sportowy „Noteć”, a następnie 29.04.1995 roku jeszcze poprawiono na Miejsko Ludowy Klub Sportowy „Noteć” w Łabiszynie. W sezonie 2009/2010 „Noteć” awansowała z V ligi II grupy kujawsko-pomorskiej do IV ligi województwa kujawsko-pomorskiego.

## Demografia

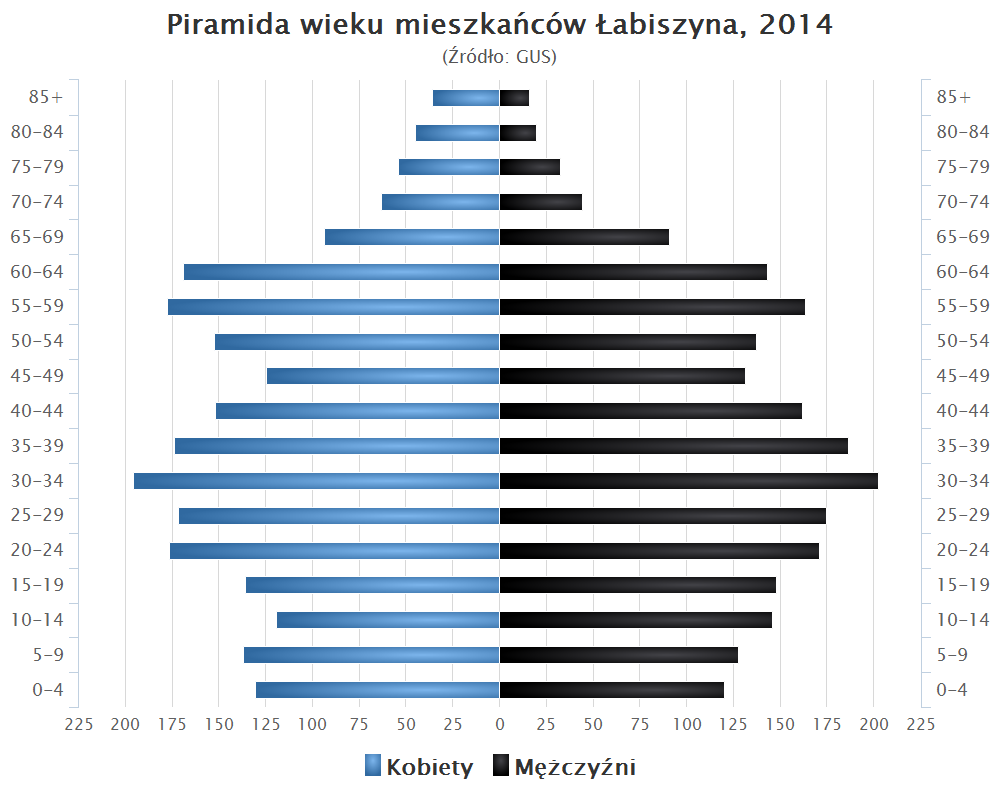
Piramida wieku mieszkańców Łabiszyna w 2014 roku